# Villa Icabarú
Es una urbanización del sur de Venezuela por su cercanía a Brasil se habla algo de portugués

## Ubicación
Villa Icabarú está ubicada en la localidad de Puerto Ordaz en Ciudad Guayana, en el Estado Bolívar de Venezuela; específicamente hacia el oeste de la ciudad en la UD-323 (Unidad de Desarrollo 323) de la parroquia Unare. Coordenadas 8°15′25.2″N 62°47′57.6″O / 8.257000, -62.799333.

Colinda hacia el noroeste con la  Av. Vía Caracas, hacia el sureste con la Av.  Paseo Caroní, hacia el noreste con la Av. Fuerzas Armadas y al suroeste con la Av. Norte Sur 7.

## Comunidad
Hasta la fecha de creación de este artículo, Villa Icabarú se divide en dos sectores: 
Villa Icabarú Sector I, el cual comprende la parte este de la urbanización, separada por la Calle Transversal 15. En el 2013 comenzó un proceso formal de conformación en Consejo Comunal @villaivabaru1.
Villa Icabarú Sector II, conformado formalmente en Consejo Comunal, el cual comprende la parte oeste de la urbanización desde la Calle Transversal 15.

## Centros Educativos
Cuenta con varios centros educativos con niveles desde maternal hasta secundaria: UE Monte Carmelo, Colegio San Agustín, Unidad Educativa Colegio Marie Salome Curie, y el Centro de Educación Inicial Jean Piaget.

## Deporte
En el Sector II, existe una cancha de usos múltiples y un parque infantil para las actividades de deporte y recreación de la comunidad y zonas aledañas.

## Actividad Comercial
Cuenta con un Centro Comercial en el Sector II, el Centro Comercial 323. En la zona al norte de la urbanización, hacia la Av. Vía Caracas, se pueden encontrar algunos comercios como farmacia, ferretería, licorería y otros. Al interior de la urbanización, en el sector I, se encuentra una posada para alojamiento, la Posada Villa Felicidad. Hacia la Av. Paseo Caroní, un establecimiento de comida rápida muy famoso.

## Salud
Cuenta con el Centro Clínico San Andrés, un centro asistencial privado ubicado en el Centro Comercial 323. Este comprende de áreas de Hospitalización, Emergencia 24 horas, Cirugía General, Maternidad, Imágenes, Laboratorio, Ecosonografía, Tomografía, Radiografía, Evaluaciones Pre-Empleo y Pos-Empleo, Consultas Especializadas y Servicio de Ambulancia 24 horas.

## Testimonios
Algunos habitantes, de los más antiguos de la comunidad, comentan que la urbanización se creó a principios de los años noventa como un desarrollo habitacional, principalmente para trabajadores de las empresas básicas de la región.